# Obidza (Piwniczna-Zdrój)
Obidza – część miasta Piwniczna-Zdrój w Polsce w województwie małopolskim, w powiecie nowosądeckim.
Obidza zajmuje północne stoki pod Gromadzką Przełęczą w Paśmie Radziejowej w Beskidzie Sądeckim. Jeszcze na mapie katastralnej z końca XIX wieku Obidza zaznaczona była tylko jako polana. Obecnie została już znacznie zabudowana. Między innymi znajdują się tutaj dwie bacówki turystyczne: Bacówka na Obidzy i Chatka Wątorówka. W 1889 roku opracowano plan tzw. Drogi Karpackiej mającej połączyć Piwniczną z Jaworkami przez Obidzę. Chodziło o to by skrócić dojazd od kolei do Szczawnicy.  Po II wojnie światowej próbowano do niego wrócić. O planie tym Jan Wiktor pisał: Tędy zboczami, wierchami ma przejść autostrada – cud techniki. Ten wspaniały szlak turystyczny zerwie się lotem ponad kotlinami, zawiśnie wiaduktami, zwiąże urwiska, wąwozy, potoki, skoczy na wzgórza, opasze je serpentynami. Ten odcinek Drogi Karpackiej nie został zrealizowany.
Obidza jest ważnym węzłem szlaków turystycznych i dobrym punktem widokowym. Z jej trawiastych obszarów rozciągają się widoki na Beskid Sądecki i dolinę Popradu. Na grzbiecie między Obidzą a Przełęczą Obidza znajduje się duża polana, a za nią Polana Litawcowa. Rozciągają się z nich widoki na Pieniny i Tatry. Dawniej były to tereny zamieszkałej przez Łemków i nieistniejącej już miejscowości Biała Woda

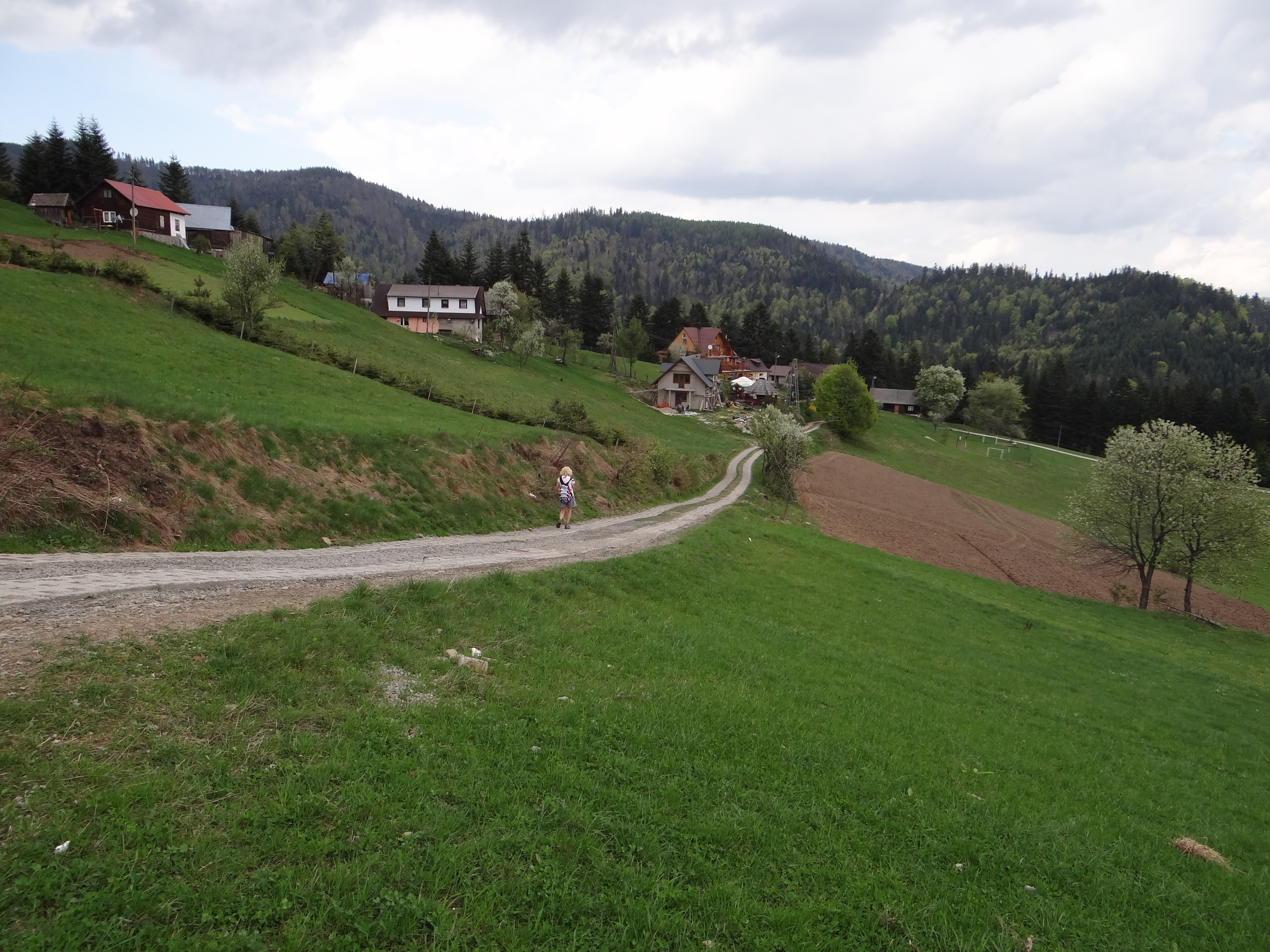
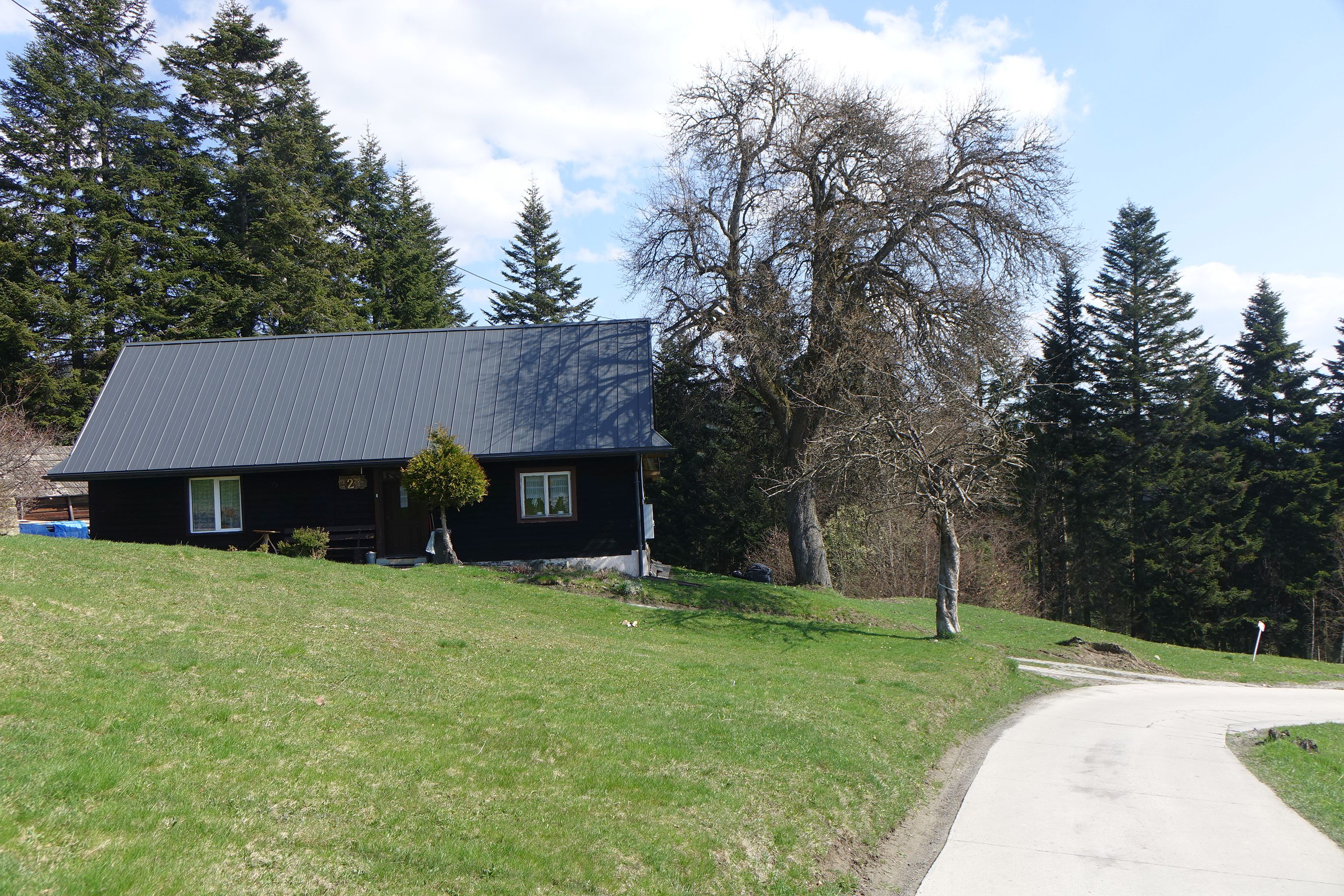
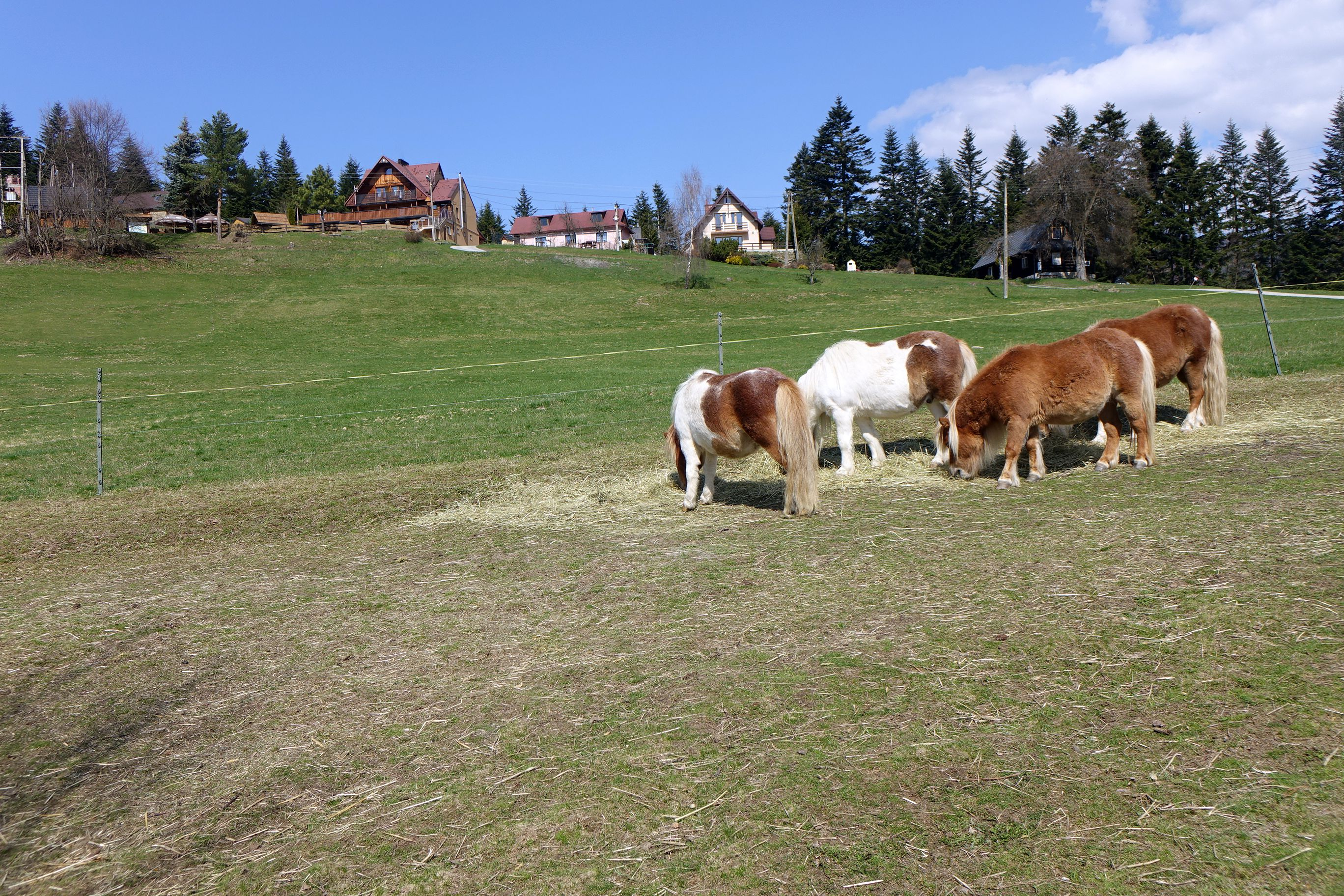
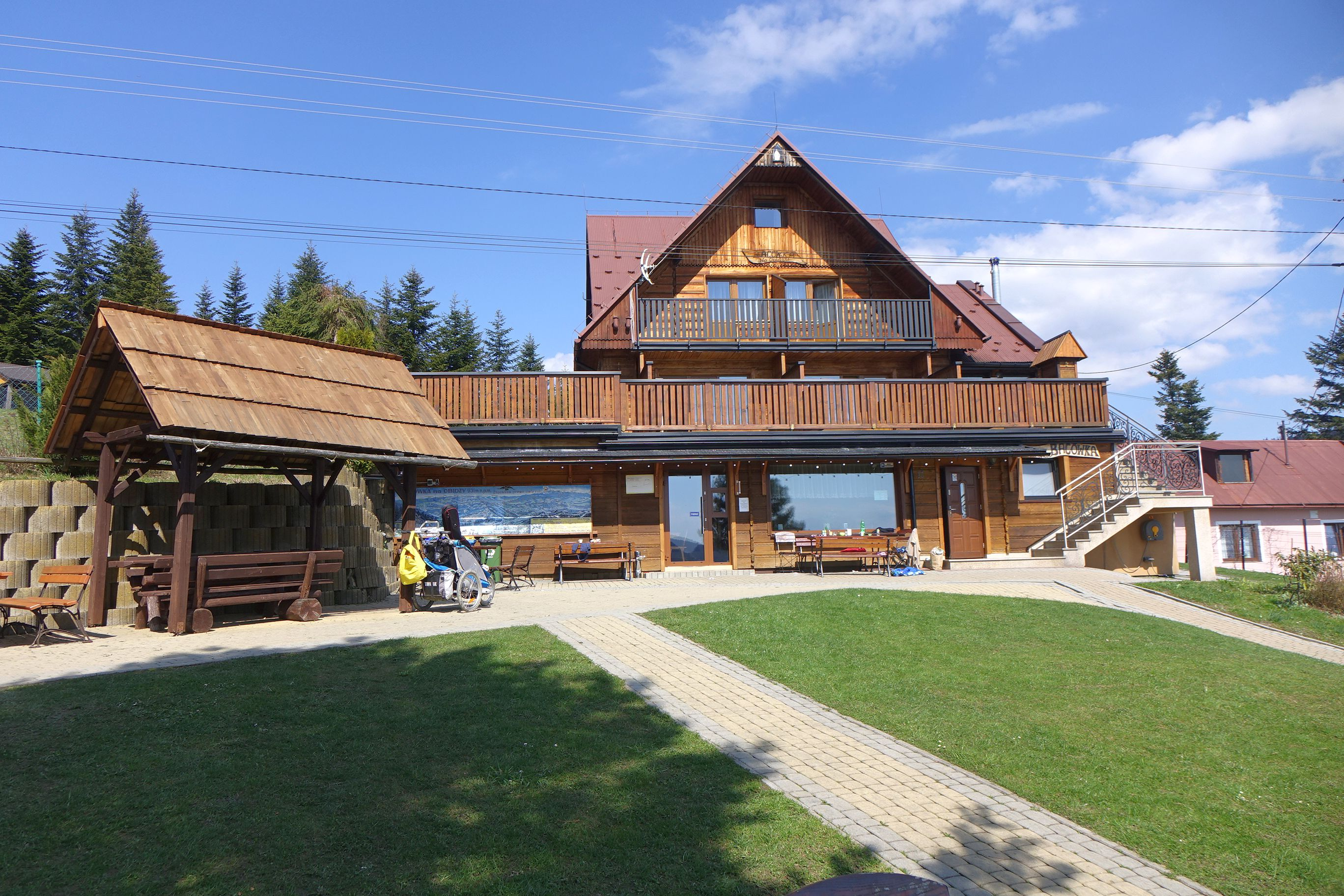

## Szlaki turystyczne
pieszy niebieski szlak turystyczny Tarnów – Wielki Rogacz na odcinku przełęcz Rozdziela – Obidza – Wielki Rogacz:
 pieszy czerwony Jaworki – Obidza – Piwniczna-Zdrój:
 pieszy zielony Piwniczna-Zdrój – Eliaszówka – Obidza
 rowerowy zielony Jaworki – Obidza – Wielki Rogacz – Kosarzyska
 Transbeskidzki Szlak Konny na odcinku Jaworki – Obidza – Piwniczna-Zdrój

## Przypisy

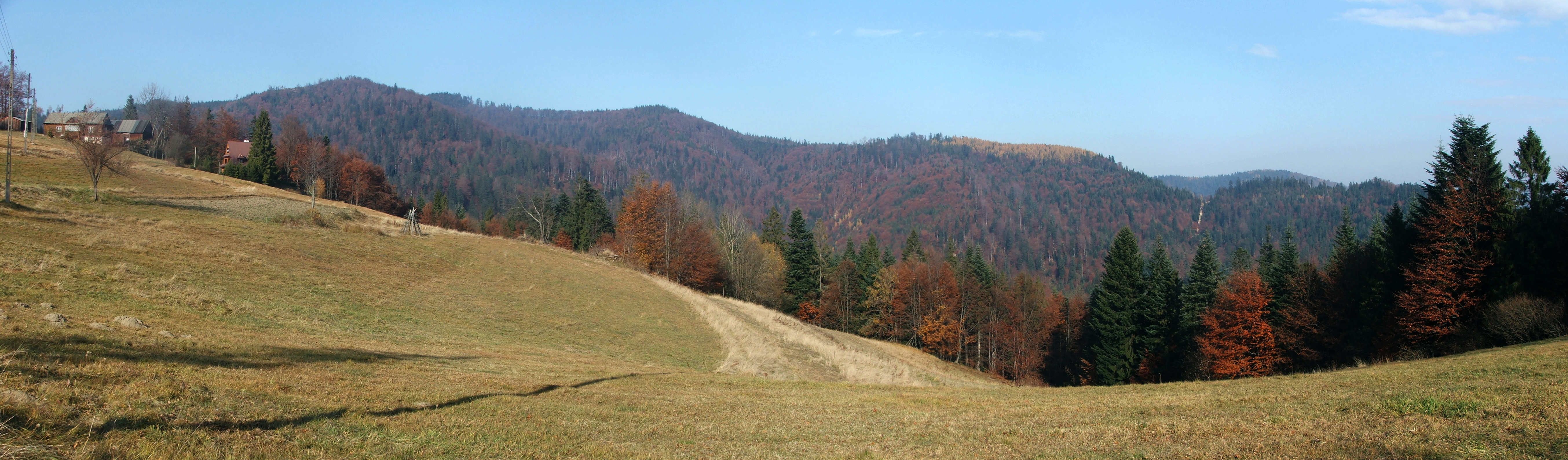
bidza i widok na Małego Rogacza i dolinę Czercza